# Дануше Хронкова
Дануше Хронкова (на чешки: Danuše Hronková) (6 февруари 1930 г., Стршибло, Чехия - 12 януари 2022 г., Черношице, Чехия) е чешка българистка, литературна историчка и преводачка.

## Биография
Завършва Българистика и Бохемистика във Философския факултет на Карловия университет в Прага. От 1953 г. до 1988 г. работи в Чехословашката академия на науките, където се занимава с българска литература от Освобождението през 1878 година и до днес и с чешко-български литературни и културни взаимоотношения. Литературно-критическите ѝ и научни интереси са преди всичко в областта на българската литература от 90-те години на 19 век до края на 20 век. 
Хронкова е дългогодишен преподавател по български език в катедрата по Славянски филологии в Карловия университет в Прага. През 1953–55 г. е и редакторка в Българския културен и информационен център в Прага. 
Литературните ѝ интереси са насочени към новата българска литература, към чешко-българските културни връзки и към преводите на съвременна българска литература и поезия. Съавтор е на „Речник на българските писатели“ и на „Речник на балканските литератури“. 
Дануше Хронкова превежда творби на Христо Ботев, Иван Вазов, Пенчо Славейков, Пейо Яворов, Георги Стаматов, Николай Лилиев, Гео Милев, Христо Смирненски, Атанас Далчев, Никола Вапцаров, Ран Босилек, Никола Фурнаджиев, Асен Разцветников, Дора Габе, Вътьо Раковски, Блага Димитрова, Радой Ралин, Любомир Левчев, Валери Петров, Вера Мутафчиева и др. 

## Награди
През август 2000 г. Дануше Хронкова е отличена с най-високото държавно отличие – орден „Стара планина“ (първа степен) заради извънредно големи заслуги за популяризирането на българската култура и литература в Чехия.

### Изследвания
- „По някои въпроси на българската литература в Чехия между двете световни войни“. – В: Чехословакия и България през вековете. София: BAN, 1963, с. 415-456. (Съкратена версия: „O bulharské literatuře, zvláště poezii a dramatu v Čechách mezi dvěma válkami“. – In: Československo-bulharské vztahy v zrcadle staletí. Praha: ČSAV, 1963, S. 334-356.)
- „Počátky pronikání díla Ivana Vazova do Čech“. – В: Българо-чешка дружба в литературата на 19. век. София: БАН, 1975, S. 145-167.
- „Bulharské drama v Čechách do druhé světové války“. – In: Bulharské divadlo a my. Praha: Divadelní ústav, 1977, S. 19-37.
- Slovník spisovatelů – Bulharsko / zprac. kol. aut. spolu s D. Hronkovou za ved. I. Dorovského. Praha: Odeon, 1978, 484 s.
- Bulharská krásná literatura v českých překladech (1825- 1980) (Bibliografie knižní produkce s úvodní studií). / D. Hronková jako spoluautorka. Praha: Státní knihovna ČSR – Slovanská knihovna, 1983, 231 s.
- „Bojan Penev a Čechy“. – В: Литературознание и фолклористика. В чест на акад. Петър Динеков. София: БАН, 1983, с. 309-315.
- „Dora Gabeová v českých literárních souvislostech“. – In: Slavica v českém a slovenském literárním vývoji. Praha: Ústav pro českou a světovou literaturu ČSAV, 1986, S. 299-335.
- „Josef Páta o bulharské literatuře a česko-bulharských vztazích“. – In: Slavica Pragensia. 22. Praha, 1988, S. 87-104. (AUC. Philologica; 4/5).
- „K problematice bulharské moderny“. – In: Slavia. Roč. 57, seš. 1 (1988), s. 85-90.
- „K bulharské účasti v českém literárním životě (Od osmdesátých let minulého století do první světové války)“. – In: Jihoslovanské literatury v českém prostředí. Brno: Masarykova univerzita, 1999, S. 145-64.
- Slovník balkánských spisovatelů / zprac. kol. aut. spolu s D. Hronkovou za ved. I. Dorovského. Praha: Libri, 2001. – 683 s.
- „Překladatelé a překlady z bulharské literatury 1945-2000“. – In: Databáze osobností českého uměleckého překladu po roce 1945. (Elektronická verze). Praha: Obec překladatelů a Encyklopedický dům, 2002.
- „Иван Вазов в Чехия – интерпретация на преводите“. – В: Наследството на Вазов. София: УИ „Св. Климент Охридски“, 2002, с. 234-238.
- Kapitoly z minulosti česko-bulharských kulturních vztahů. Antologie komentovaných textů (Od nejstarších dob do osvobození Bulharska z osmanské nedvlády 1878 / D. Hronková jako spoluautorka. Praha – Sofia: „Avangard Prima“, 2005, 80 s. (Sv. 1)
- „Дора Габе в Чехословакия (30-те години на XX век)“. – В: Мостове: Сборник в чест на 70-годишнината на Йордан Пенев. София: Издателски център „Боян Пенев“, Издателство ПК ТИХ-ИВЕЛ, 2005, с. 95-105.

### Преводи
- Ran Bosilek. Kolo bulharských pohádek. Praha: SNDK, 1960.
- Račo Stojanov. Mistři. Praha: Dilia, 1972.
- Geo Milev. Den hněvu. Praha: Odeon, 1973.
- Ivan Vazov. Přimluvte se u ministra. Praha: Dilia, 1977.
- Vera Mutafčievová. Pasiáns pro dva. Praha: Lidové nakladatelství, 1980.
- Bogdan Morfov. Kristýna Morfová. Praha: Supraphon, 1988.

### Съставителство на сборници с българска поезия с предговори или послослови
- Pejo Javorov. Nežiju – hořím. Praha: Odeon, 1964.
- Atanas Dalčev. Svátky v drobných starostech. Praha: Svoboda, 1979.
- Christo Botev. Moje píseň. Praha: Odeon, 1974.
- Jižní vítr: Deset bulharských básníků. Praha: Čs. spisovatel, 1974.
- Vătjo Rakovski. Jak plachá voda. Praha: Čs. spisovatel, 1984.
- Ljubomir Levčev. Vzývání ohňů. Praha: Odeon, 1985.

### Предговори или послеслови към преводи на българска литература
- Georgi Porfiriev Stamatov. Malá Sodoma. Praha: Odeon, 1975.
- Blaga Dimitrovová. Lavina. Praha: Odeon, 1977.
- Nikolaj Liliev. A mlčky piji zapomnění. Praha: Odeon, 1977.
- Dora Gabeová. Dávno. Praha: Albatros, 1977.
- Penčo Slavejkov. Sen o štěstí. Praha: Odeon, 1981.
- Dora Gabeová. Posečkej, slunce!. Praha: Odeon, 1981.
- Nikola Vapcarov. Zpěv. Praha: Čs. spisovatel, 1983.
- Vera Mutafčievová. Alkibiadés veliký. Praha: Odeon, 1986.
- Nikola Furnadžiev, Ivan Razcvetnikov. Hvězdné noci. Praha: Odeon, 1988.